# Kanela
Kanela (lat. Canella), monotipski rod drveća ili grmova iz porodice Canellaceae, dio reda Canellales. Jedina vrsta je zimzeleno drvo C. winterana, rasprostranjena od Floride na sjeveru, preko Antila do Venezuele na jug, i od Antila do Meksika na zapad
Rod je opisan u The Civil and Natural History of Jamaica in Three Parts 275, t. 27, f. 3. 1756.

## Opis
Canella Winterana malo je stablo ili grm autohtonona Floridi gdje je poznato kao “drvo kore cimeta”. Dobio je ime po pikantnom mirisu zgnječenog lišća. Stablo kore cimeta je malo grmoliko drvo koje doseže 4,5 - 6 m visine. Ima ravno deblo i s godinama razvija gustu krošnju. Prije svega, poznato je po svojoj svijetlosivoj ispucaloj tankoj kori. Tamnozeleno lišće je kožasto i obrnuto jajoliko s glatkim rubovima. Cvjetovi blagog mirisa su mali, široki oko 1,5 cm, s crvenim laticama i žutim prašnicima. Cvjetovi su bogati nektarom, privlače insekte, uključujući ose.
Plod je promjera oko 1 cm, ljubičasto-crven u zrelosti s crnim sjemenkama i koristi se za razmnožavanje. Plodovi privlače ptice. Osim toga, kora, plodovi i lišće igraju ulogu u biljnoj medicini.
Biljka cvjeta tijekom cijele godine, a vrhunac je u proljeće i ljeto i privlači leptire, osobito Schhausova lastin rep. Ptice i druge divlje životinje jedu njegove plodove i pronalaze zaklon u njegovom lišću.
Cvjetovi, plodovi i zgnječeni listovi aromatični su i vatrenog okusa poput cimeta. Povijesno se mirisna unutarnja kora koristila kao zamjena za cimet. Vanjska kora je otrovna.
Canella winterana je jedini rod iz porodice Canellaceae koji se javlja na Floridi. Unatoč uobičajenom nazivu, kora cimeta nije povezana s uobičajenim kuhinjskim začinom cimetom, koji može biti jedna od nekoliko vrsta u rodu Cinnamomum.
- C. winterana, drvo i plodovi
- C. winterana, stablo
- C. winterana, kora i deblo
- C. winterana, listovi i plodovi

## Sinonimi
- Winterana L.; Syst. ed. X. 1045 (1759)
- Canella alba Murray; Syst. ed. XIV. 443 (1784)
- Canella canella (L.) H.Karst.; Deut. Fl.: 626 (1882), nom. inval.
- Canella laurifolia Lodd.Cat. ex Sweet; Hort. Brit. 65 (1826)
- Canella obtusifolia Miers; Ann. & Mag. Nat. Hist. Ser. III. 1: 348 (1858)
- Winterana obtusifolia (Miers) Warb.; Engl. & Prantl, Nat. Pflanzenfam. 3(6): 317 (1895)
- Winterana canella L.; Syst. ed. X. 1045 (1759)
- Laurus winterana L.; Sp. Pl. 371 (1753)